# Nationaal park Abruzzo, Lazio e Molise
Nationaal Park Abruzzen, Lazio en Molise (Italiaans: Parco nazionale d'Abruzzo, Lazio e Molise) is een nationaal park in Italië, in de regio's Abruzzo, Lazio en Molise.
Het park werd opgericht in 1922 en is 496,8 vierkante kilometer groot. Het is het oudste nationaal park in de Apennijnen. Het landschap bestaat uit bergen en bossen (vooral beuk maar ook bergden, zilverberk en zwarte den). De beukenbossen van Val Cervara, Selva Moricento, Coppo del Principe, Coppo del Morto en Val Fondillo maken sinds 2017 deel uit van het Unesco-Werelderfgoed Oude en voorhistorische beukenbossen van de Karpaten en andere regio's van Europa. In het park komen grote zoogdieren voor zoals Marsicaanse bruine beer (Ursus arctos marsicanus) (de volledige resterende populatie leeft in het park), wolf, abruzzengems (Rupicapra ornata), ree, edelhert, wild zwijn, vos, lynx, das, steenmarter, wilde kat. Vogelsoorten zoals steenarend, havik, slechtvalk, buizerd, torenvalk, bosuil, steenpatrijs en witrugspecht leven ook in het park. Er komen ook meer dan 2.000 soorten planten voor, waaronder Cypripedioideae.

## Important Bird Area
Het gebied is aangewezen als Important Bird Area door BirdLife International vanwege het belang voor significante populaties van de alpenheggenmus, alpenkraai, boomleeuwerik, duinpieper, middelste bonte specht, ortolaan, slechtvalk, steenarend, steenpatrijs, withalsvliegenvanger en de witrugspecht. Daarnaast is het gebied belangrijk als broedgebied voor roofvogels, spechten en andere vogelsoorten van de bergen en bossen.

## Afbeeldingen

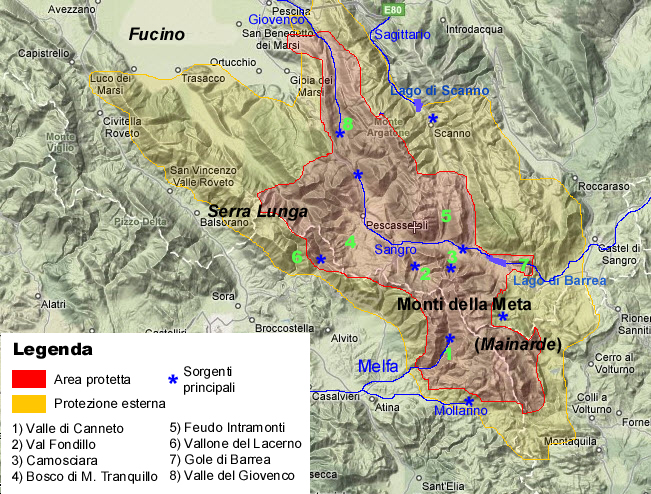
kaart van het nationaal park.
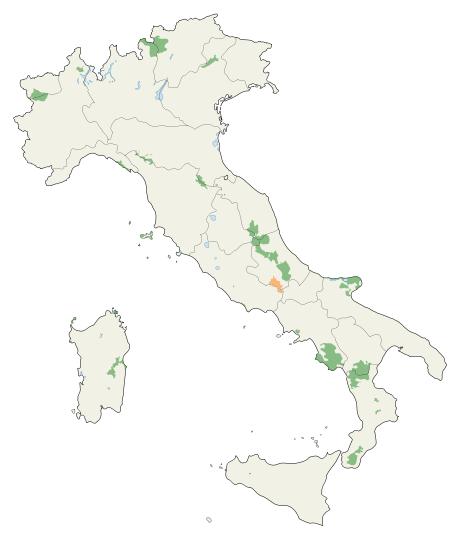
ligging van het nationaal park (oranje) in Italië
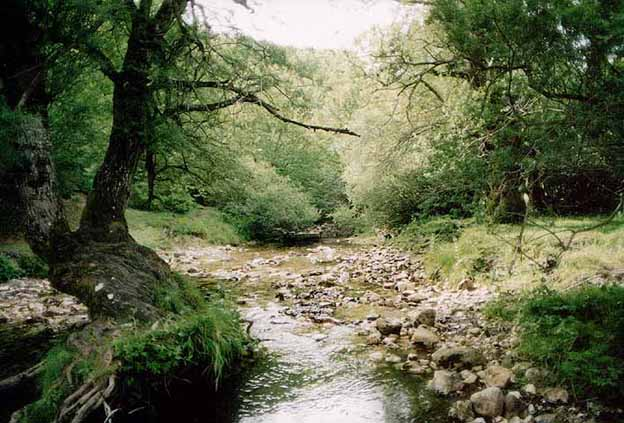
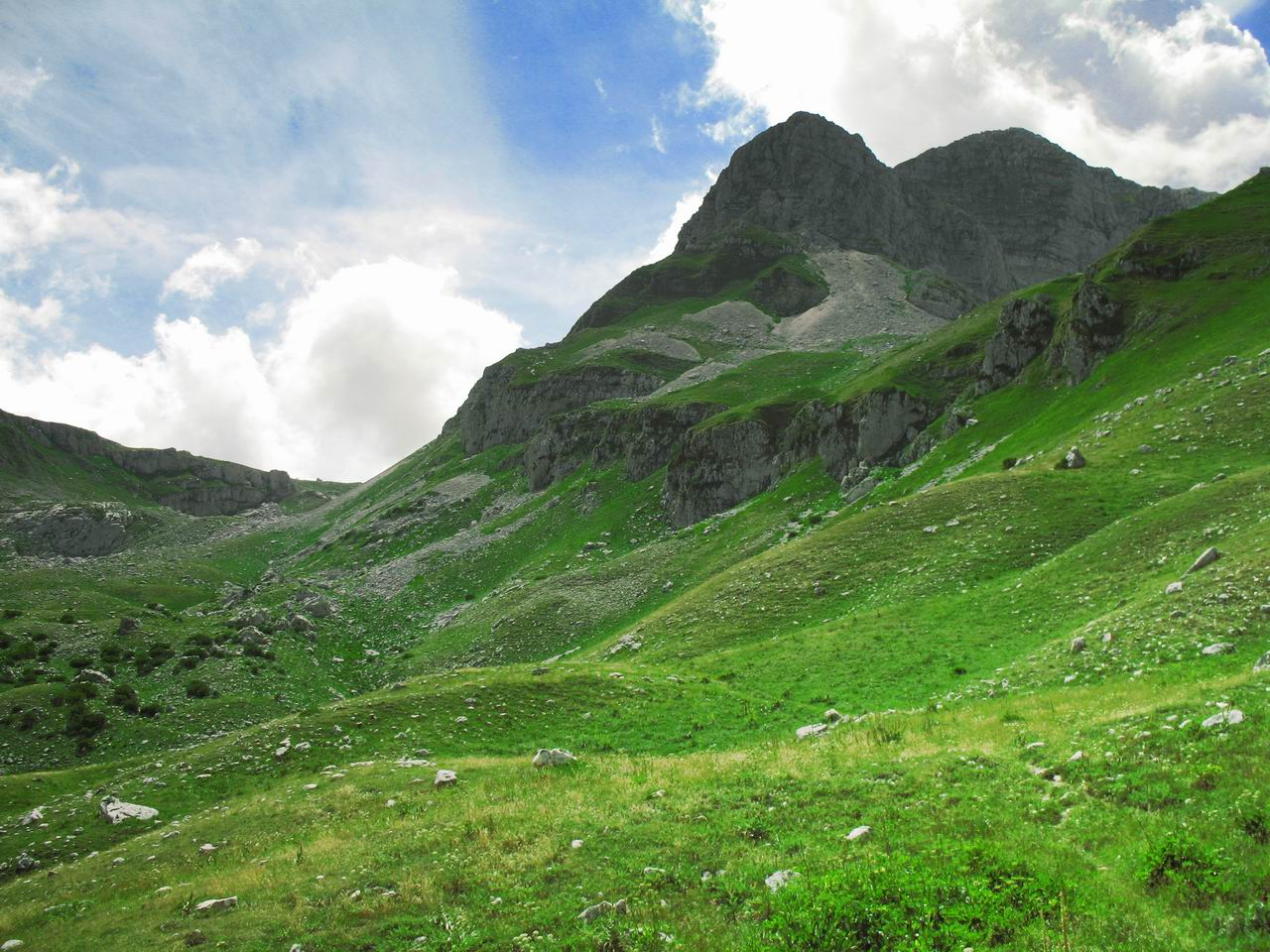
top van de Meta
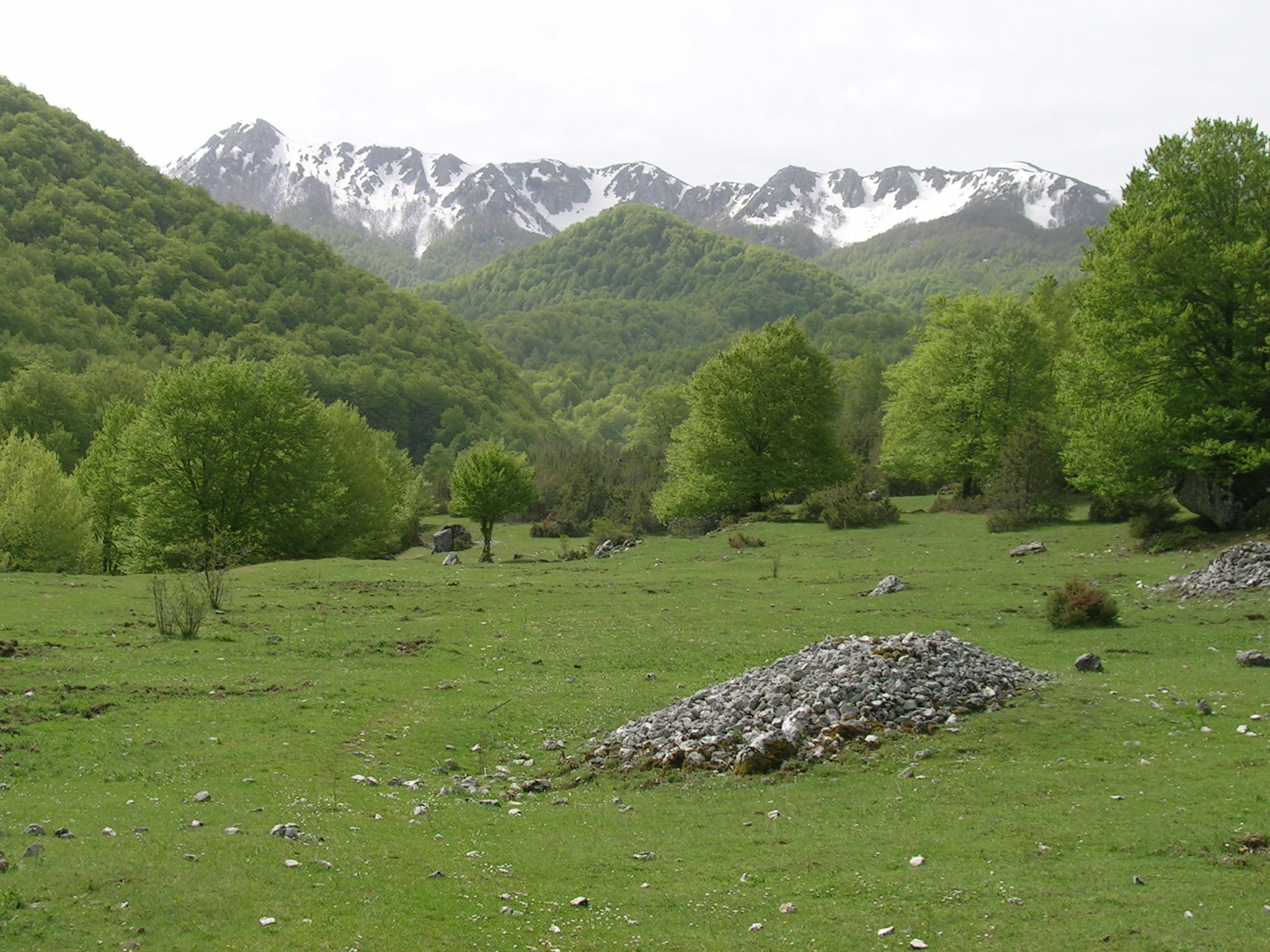
Valfondillo
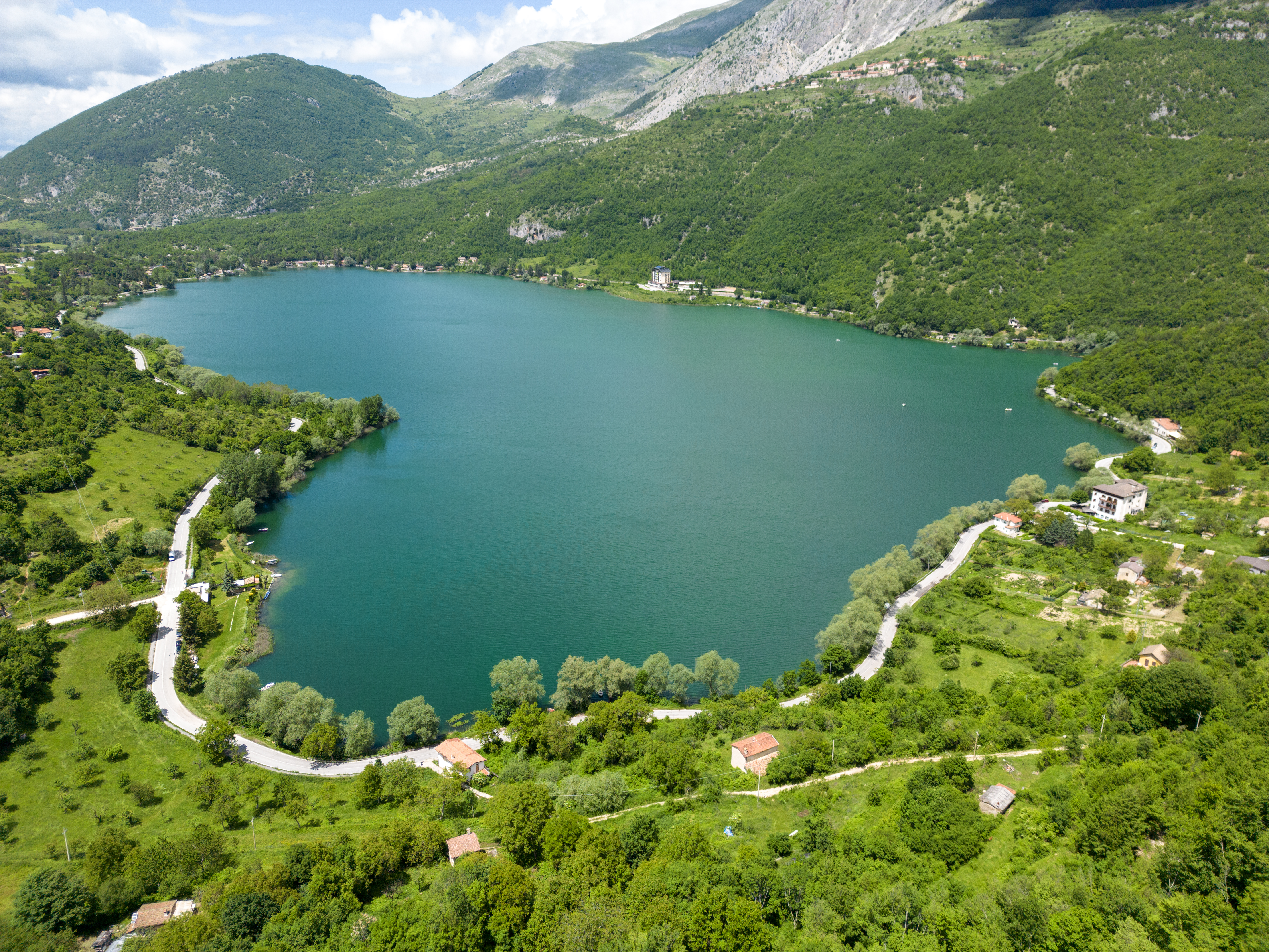
Lago di Scanno
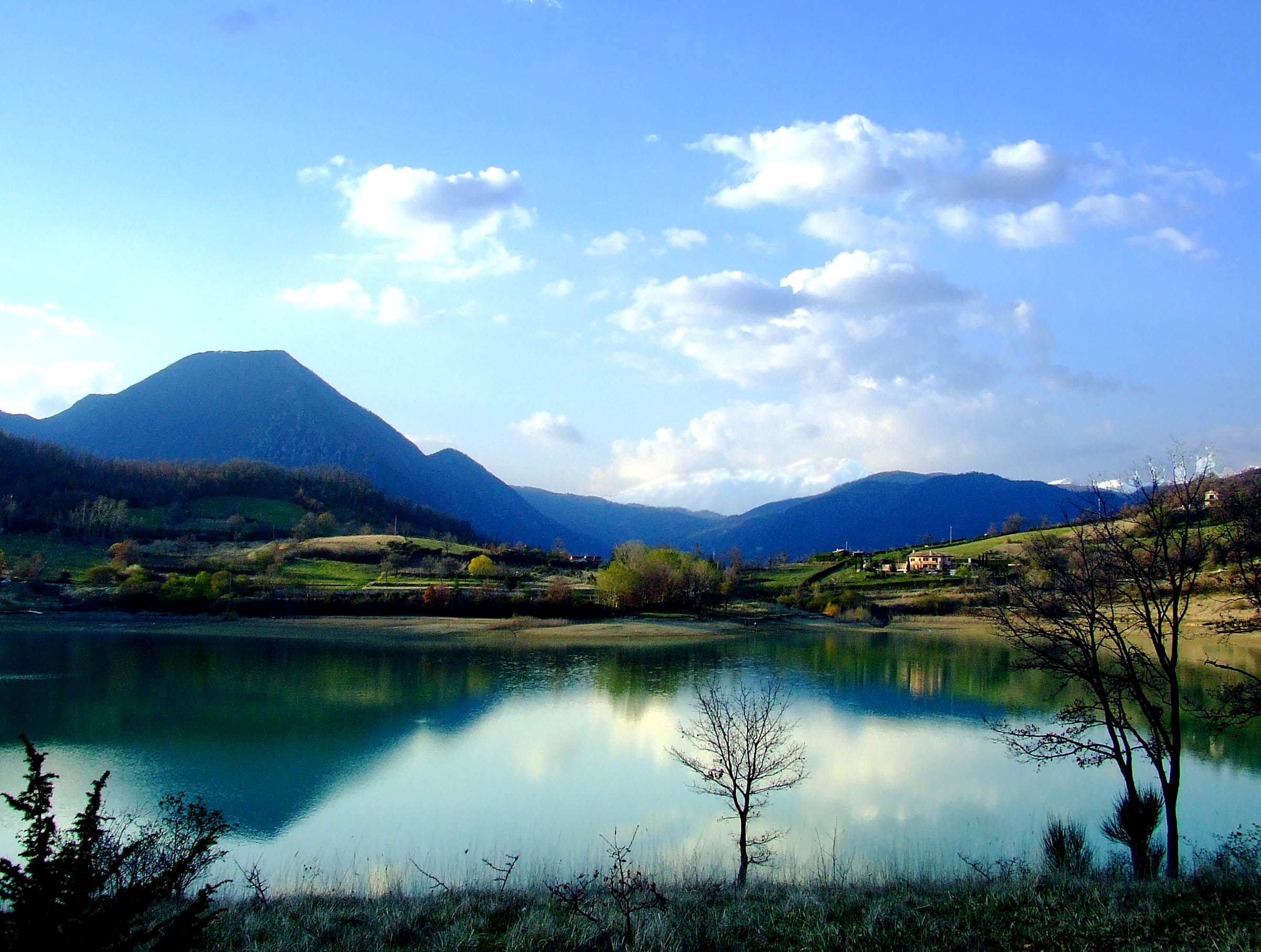
Lago di Castel San Vincenzo
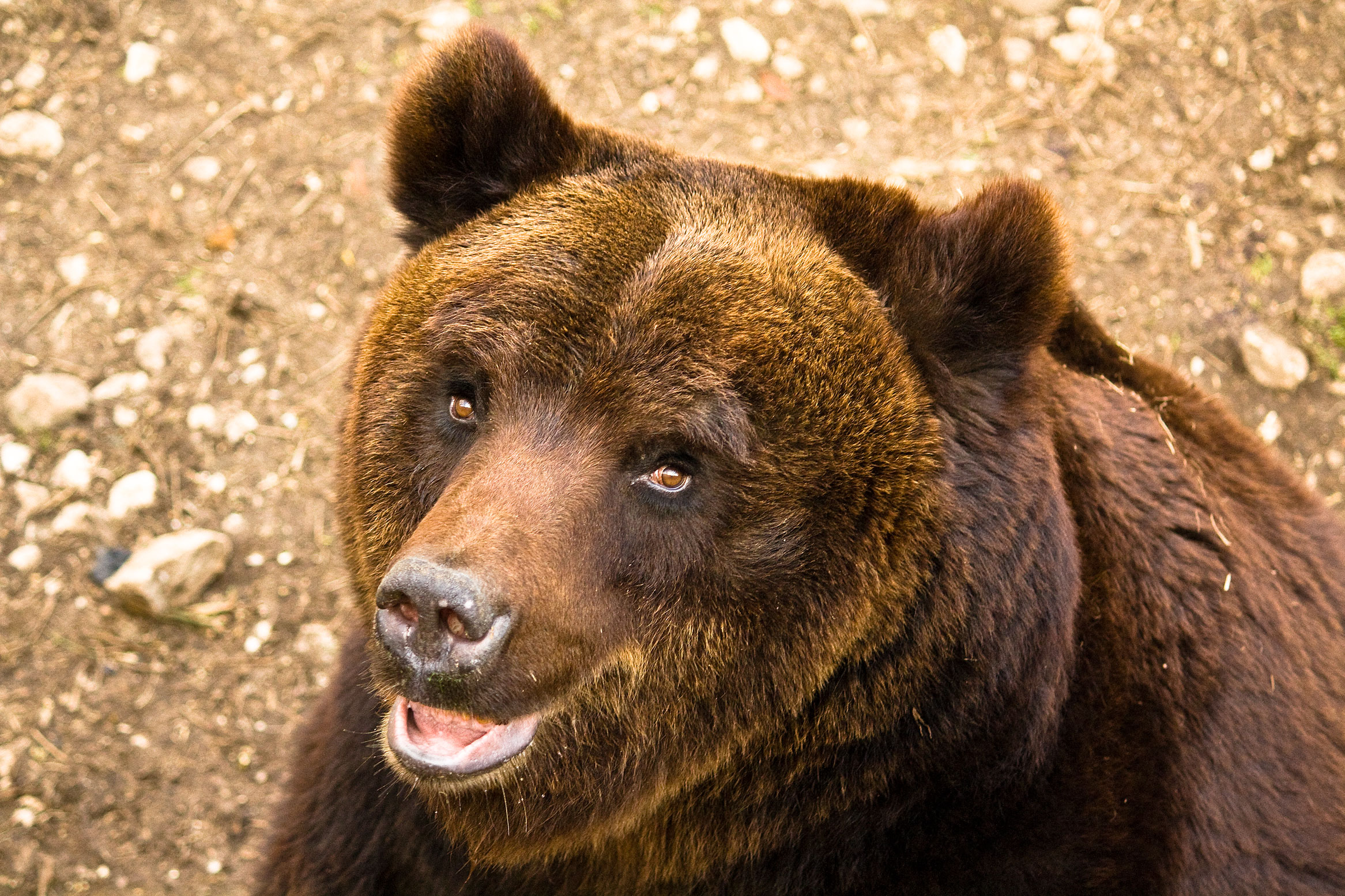
Marsicaanse bruine beer
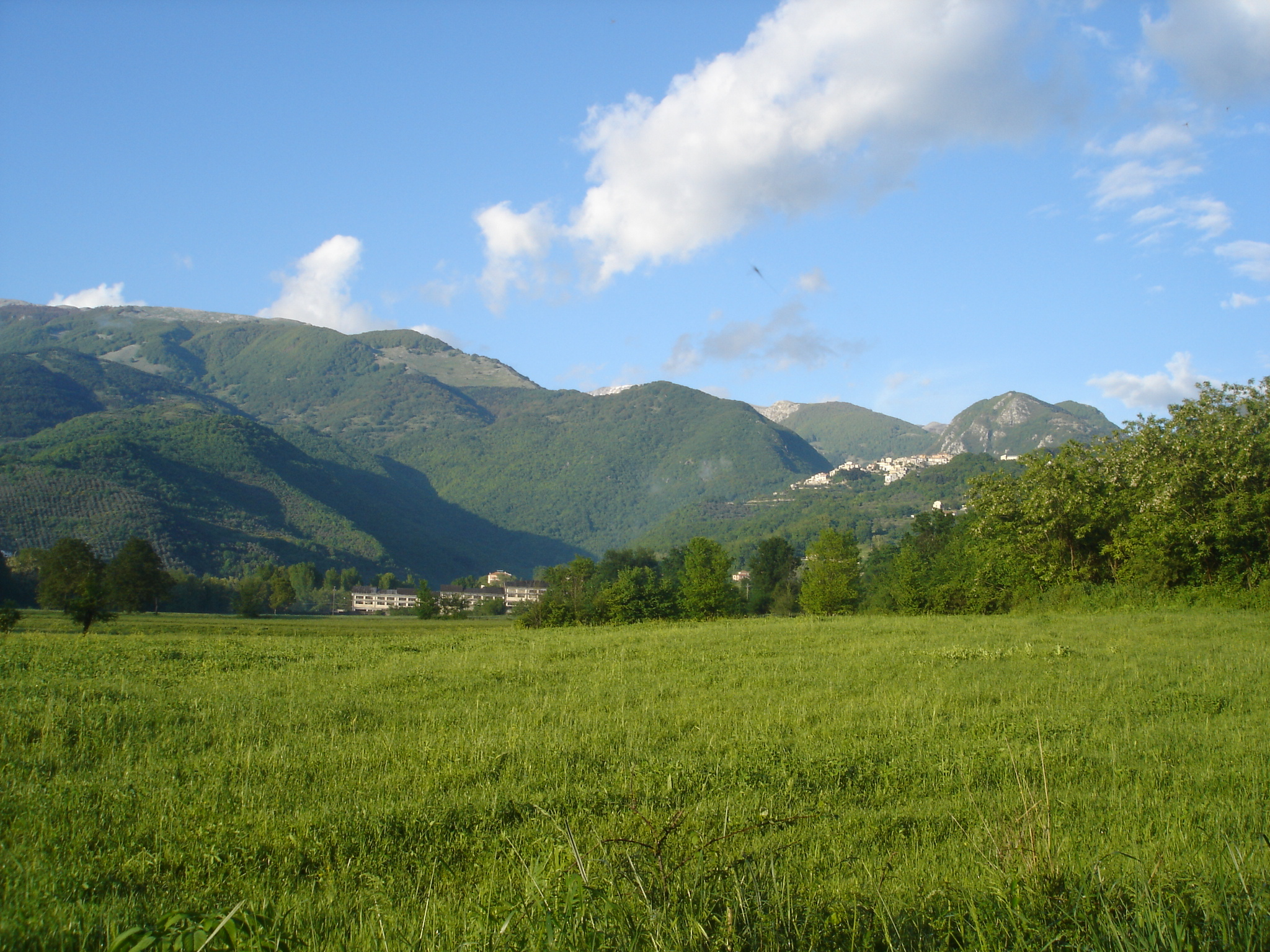
Valle di Comino
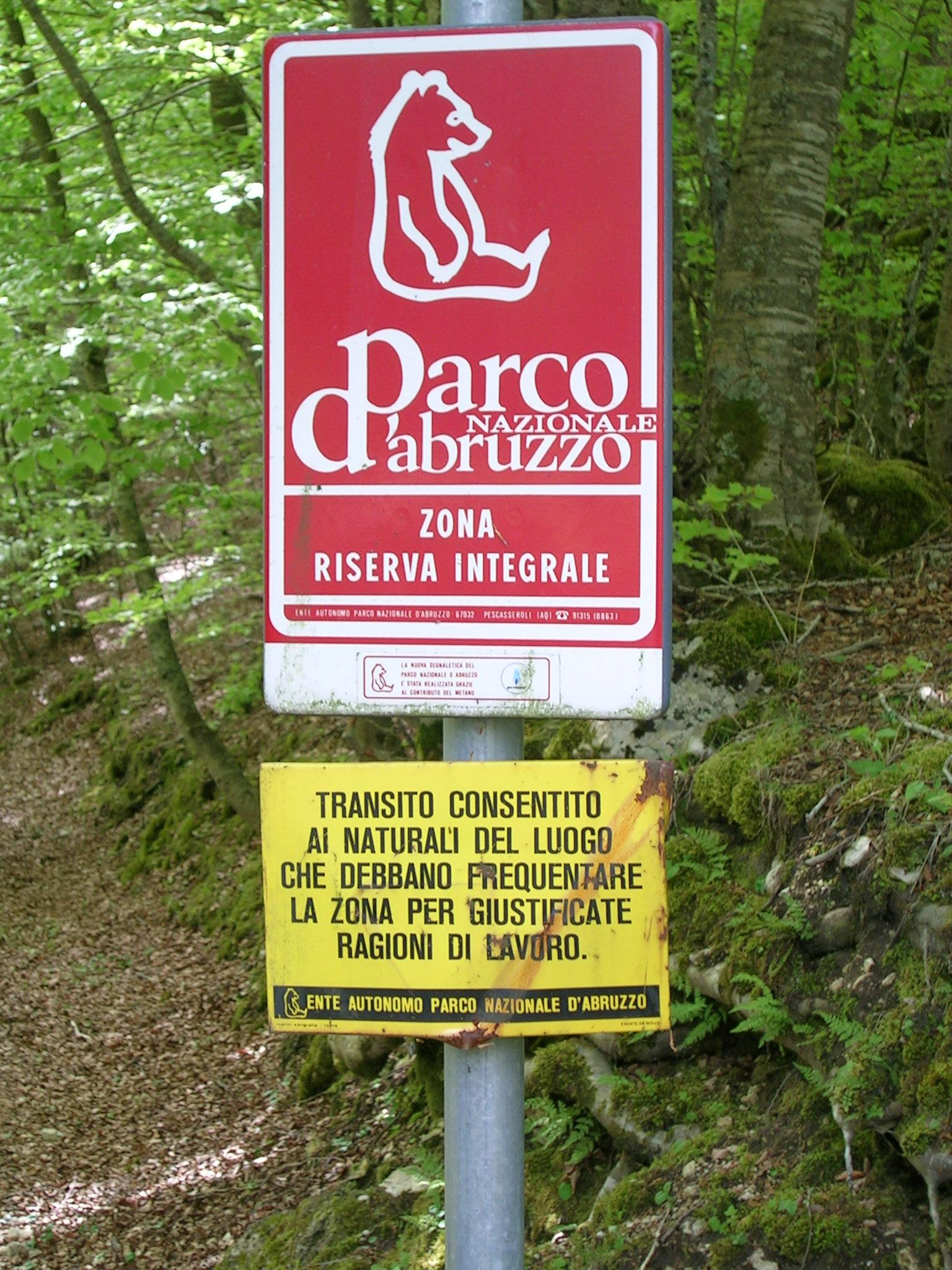